# 另一个伊甸 超越时空的猫
《另一個伊甸 穿越時空的貓》是一个2017年的免费游玩的手機RPG，由WFS开发并发布，对应iOS和Android设备。游戏涉及时间旅行元素，玩家能探索预先设定的不同时间点，游戏2017年4月12日在日本上架。

## 外部连接
官方网站 （页面存档备份，存于）